# Шаповалов, Григорий Михайлович
Григорий Михайлович Шаповалов (1901—1941) — советский военачальник, полковник (1941).

## Биография
Родился 17 ноября 1901 года в селе Снагость Рыльского уезда Курской губернии.

### Гражданская война
В Красной армии — с мая 1918 года. Участник Гражданской войны в России. 24 мая 1918 года был зачислен красноармейцем в 3-й Курский полк, в составе которого воевал против немецких оккупантов на Украине. С ноября 1918 года служил красноармейцем в 7-м Судженском полку. С апреля 1919 года командовал взводом в 3-м Лебединском, а с октября — во 2-м Кубанском стрелковых полках. В составе этих частей сражался на Южном фронте против войск генерала Деникина. С марта по октябрь 1920 года Шаповалов проходил обучение в полковой школе 20-го запасного полка Орловского военного округа, затем в том же полку служил помощником командира взвода. С марта 1921 года служил красноармейцем в караульной команде при Рыльском уездном военкомате, с сентября этого же года — в 27-м отдельном батальоне войск ВЧК в Тамбове. В июне 1922 года он был переведен в Москву во 2-й отдельный полк войск ГПУ на должность помощника командира взвода, с ноября того же года командовал отделением в 1-м отдельном полку войск ГПУ.

### Межвоенное время
С июня 1923 по апрель 1924 года Григорий Михайлович обучался на пограничных курсах комсостава войск ГПУ, затем был назначен в 6-й полк Отдельной дивизии особого назначения войск ОГПУ в Москве. С июля 1927 по сентябрь 1928 года учился на Московских военно-политических курсах, по окончании которых вернулся в полк и был назначен помощником политрука дивизиона. В январе 1931 года Шаповалов был назначен начальником штаба 101-го отдельного дивизиона войск ОГПУ в городе Электросталь Московской области. С октября 1932 года исполнял должность помощника начальника штаба 4-й бригады железнодорожных войск ОГПУ в Калуге, с ноября 1933 года — начальника штаба 16-го железнодорожного полка войск НКВД в Москве. В октябре 1939 года переведен в Главное управление войск НКВД по охране железнодорожных сооружений, где занимал должности старшего помощника начальника, затем — начальника 1-го отделения отдела по начальствующему составу.

### Великая Отечественная война
Участник Великой Отечественной войны с самого её начала. В июне 1941 года майор Шаповалов был назначен командиром 924-го стрелкового полка 252-й стрелковой дивизии, находившейся на формировании в городе Серпухове Московской области. По завершении формирования в начале июля дивизия вошла в состав 29-й армии резерва Главного командования и была передислоцирована на станцию Осташков Калининской области. С июля 1941 года вела тяжелые бои, в которых Г. М. Шаповалов хорошо проявил себя и был представлен Военным советом 29-й армии к ордену Красного Знамени, но награждение не состоялось. 12 сентября 1941 года подполковник Шаповалов вступил во временное исполнение должности командира 336-й стрелковой дивизии, находившейся на формировании в Приволжском военном округе в городе Мелекесс Горьковской области. В начале ноября она вошла в состав 60-й резервной армии и затем убыла на фронт. 9 декабря дивизия прибыла на станцию Одинцово под Москвой, 12 декабря вошла в 5-ю армию Западного фронта и вступила в бои под Москвой на Рузском направлении, перейдя в контрнаступление. Увлекшись наступлением, командир дивизии полковник Г. М. Шаповалов и комиссар дивизии Наваев потеряли управление частями, в результате чего дивизия начала беспорядочный отход. В этих условиях, из-за боязни ответственности, Григорий Михайлович Шаповалов покончил жизнь самоубийством 15 декабря 1941 года. В оставленной записке он написал (из донесения Политуправления Западного фронта от 18.12.1941):

«С задачей не справился и не могу простить себе, что согласился на эту должность. Мне полк был не по плечу, дали дивизию. Я об этом говорил, но меня не послушали. Лучше самому покончить жизнь, чем суд и расстрел. Дивизия разбегается, раз не хотят воевать, что же я могу сделать».

## Награды
- Награждён медалью «XX лет РККА».